# Ki Sung-yueng
Dans ce nom coréen, le nom de famille, Ki, précède le nom personnel.
Ki Sung-yueng, né le 24 janvier 1989 à Gwangju, est un footballeur international sud-coréen qui évolue au poste de milieu de terrain.

## Biographie
Le 24 août 2012, Ki signe un contrat de trois ans en faveur de Swansea City.
Le 16 août 2014, il devient le premier joueur asiatique à marquer le premier but de la saison en Premier League (victoire 2-1 face à Manchester United à Old Trafford, 1re journée), et inscrit à cette occasion son premier but sous les couleurs du club gallois.
Le 29 juin 2018, Ki rejoint Newcastle United.
Le 31 janvier 2020, Ki est libéré par Newcastle. Le mois suivant, il s'engage en faveur du club insulaire espagnol du RCD Majorque. Son expérience en Espagne est un échec, le milieu ne jouant qu'un match alors que Majorque est relégué.
Le 21 juillet 2020, Ki retourne dans son club formateur, le FC Séoul, et y signe un contrat de trois ans.

### Carrière internationale
Ki dispute la Coupe du monde des moins de 20 ans en 2007.
Le 7 juin 2008, il fait ses débuts avec l'équipe nationale sud-coréenne lors d'un match qualificatif pour la Coupe du monde 2010 face à la Jordanie.
Ki fait ensuite partie des 23 coréens sélectionnés pour jouer cette compétition. Il dispute les trois matchs de poule et assure deux passes décisives, contre la Grèce, et contre le Nigeria.
Le 25 janvier 2011, il ouvre le score sur un pénalty controversé lors de la demi-finale de la Coupe d'Asie 2011 opposant la Corée du Sud au Japon, match finalement gagné par le Japon aux tirs au but après un pénalty également controversé. Il crée une polémique lors de la célébration de son but en imitant un singe, mime interprété comme une moquerie envers les Japonais, ce qu'il confirme dans un message sur Twitter,. Il revient par la suite sur ces propos, déclarant avoir agi en réaction à des actes racistes subis en club dans le championnat d'Écosse de football ; aucune action de la Confédération asiatique de football n'est prise à son encontre,.

## Statistiques
| Saison                | Club                  | Championnat           | Championnat | Championnat | Coupe nationale | Coupe nationale | Coupe de la Ligue | Coupe de la Ligue | Compétition(s) continentale(s) | Compétition(s) continentale(s) | Compétition(s) continentale(s) | Corée du Sud | Corée du Sud | Total | Total |
| Saison                | Club                  | Division              | M.          | B.          | M.              | B.              | M.                | B.                | Comp.                          | M.                             | B.                             | M.           | B.           | M.    | B.    |
| 2007                  | FC Séoul              | K League              | 16          | 0           | 3               | 0               | 6                 | 0                 | -                              | -                              | -                              | -            | -            | 25    | 0     |
| 2008                  | FC Séoul              | K League              | 21          | 4           | 1               | 0               | 6                 | 0                 | -                              | -                              | -                              | 5            | 2            | 33    | 6     |
| 2009                  | FC Séoul              | K League              | 27          | 3           | 1               | 0               | 4                 | 1                 | C1                             | 8                              | 1                              | 12           | 2            | 52    | 7     |
| Sous-total            | Sous-total            | Sous-total            | 64          | 7           | 5               | 0               | 16                | 1                 | -                              | 8                              | 1                              | 17           | 4            | 110   | 13    |
| 2009-2010             | Celtic Glasgow        | Premiership           | 10          | 0           | -               | -               | -                 | -                 | -                              | -                              | -                              | 9            | 0            | 19    | 0     |
| 2010-2011             | Celtic Glasgow        | Premiership           | 26          | 3           | 4               | 1               | 3                 | 0                 | C3                             | 2                              | 0                              | 14           | 1            | 49    | 5     |
| 2011-2012             | Celtic Glasgow        | Premiership           | 30          | 6           | 2               | 0               | 3                 | 0                 | C1+C3                          | 1+6                            | 0+1                            | 8            | 0            | 50    | 7     |
| Sous-total            | Sous-total            | Sous-total            | 66          | 9           | 6               | 1               | 6                 | 0                 | -                              | 9                              | 1                              | 31           | 1            | 118   | 12    |
| 2012-2013             | Swansea City          | PL                    | 29          | 0           | 2               | 0               | 7                 | 0                 | -                              | -                              | -                              | 4            | 0            | 42    | 0     |
| 2013-2014             | Swansea City          | PL                    | 1           | 0           | -               | -               | -                 | -                 | C3                             | 2                              | 0                              | -            | -            | 3     | 0     |
| 2013-2014             | Sunderland (prêt)     | PL                    | 27          | 3           | 1               | 0               | 6                 | 1                 | -                              | -                              | -                              | 10           | 0            | 44    | 4     |
| 2014-2015             | Swansea City          | PL                    | 33          | 8           | -               | -               | 1                 | 0                 | -                              | -                              | -                              | 12           | 0            | 46    | 8     |
| 2015-2016             | Swansea City          | PL                    | 28          | 2           | -               | -               | 2                 | 0                 | -                              | -                              | -                              | 10           | 3            | 40    | 5     |
| 2016-2017             | Swansea City          | PL                    | 23          | 0           | 1               | 0               | 1                 | 0                 | -                              | -                              | -                              | 9            | 2            | 34    | 2     |
| 2017-2018             | Swansea City          | PL                    | 25          | 1           | 6               | 0               | 1                 | 0                 | -                              | -                              | -                              | 11           | 0            | 43    | 1     |
| Sous-total            | Sous-total            | Sous-total            | 166         | 15          | 10              | 0               | 18                | 1                 | -                              | 2                              | 0                              | 56           | 5            | 252   | 21    |
| 2018-2019             | Newcastle United      | PL                    | 18          | 0           | -               | -               | 1                 | 0                 | -                              | -                              | -                              | 6            | 0            | 25    | 0     |
| 2019-2020             | Newcastle United      | PL                    | 3           | 0           | 1               | 0               | -                 | -                 | -                              | -                              | -                              | -            | -            | 4     | 0     |
| Sous-total            | Sous-total            | Sous-total            | 21          | 0           | 1               | 0               | 1                 | 0                 | -                              | -                              | -                              | 6            | 0            | 29    | 0     |
| 2019-2020             | RCD Majorque          | La Liga               | 1           | 0           | -               | -               | -                 | -                 | -                              | -                              | -                              | -            | -            | 1     | 0     |
| Sous-total            | Sous-total            | Sous-total            | 1           | 0           | -               | -               | -                 | -                 | -                              | -                              | -                              | -            | -            | 1     | 0     |
| Total sur la carrière | Total sur la carrière | Total sur la carrière | 318         | 31          | 22              | 1               | 41                | 2                 | -                              | 19                             | 2                              | 110          | 10           | 510   | 46    |

## Palmarès

### En club
Avec le FC Séoul, il est champion de Corée du Sud en 2006.
Il est champion d'Écosse en 2012 et remporte la Coupe d'Écosse en 2011 avec le Celtic FC.
Avec Swansea City, il remporte la League Cup en 2013 sur un score fleuve de cinq buts à zéro contre Bradford City. Pendant son prêt à Sunderland, il est finaliste de la League Cup 2014 mais battu par Manchester City.

### En sélection
Avec l'équipe olympique de la Corée du Sud, il est médaillé de bronze aux Jeux olympiques 2012.

### Distinctions individuelles
Il est membre de l'équipe type du championnat de Corée du Sud en 2008 et 2009 et reçoit la distinction de meilleur « jeune joueur asiatique de l'année » (Asian Young Footballer of the Year) en 2009.
Il est élu joueur du mois en Scottish Premier League en octobre 2010 et élu footballeur sud-coréen de l'année par la KFA en 2011.
Il est également membre de l'équipe type de la Coupe d'Asie 2015.